# Тятно
Тя́тно (бел. Цятна) — озеро на северо-востоке Верхнедвинского района Витебской области Белоруссии. Исток Ужицы, правого притока Западной Двины.

## Расположение
Озеро располагается на северной окраине Полоцкой низменности, в болотистой лесистой местности к востоку от деревни Дубровы в восточной части Освейского сельсовета; на расстоянии 32 км к северо-востоку от районного центра — города Верхнедвинска.

## Общая характеристика
Находится на высоте 135 м над уровнем моря. Котловина озера имеет овалообразную форму, ориентированную в направлении север — юг. Склоны пологие. Площадь озера составляет 128 га. Длина — 1,9 км, шириной до 1,2 км. Наибольшая глубина — 1,8 м, средняя — 1,06 м. Местами подвержено зарастанию. Берега низкие и заболоченные, с зарослями кустарника.
Впадает несколько ручьёв, в том числе Мошилица на севере. Площадь водосбора — 20,5 км². Из южной оконечности озера вытекает река Ужица.